# Jokichi Ikarashi
Jokichi Ikarashi (五十嵐 丈吉, Ikarashi Jōkichi; Sanjo, 26 januari 1902 – aldaar, 23 juli 2013) was een Japanse supereeuweling. Hij was familiehoofd van vier kinderen, 11 kleinkinderen, 22 achterkleinkinderen en één achterachterkleinkind.
Sinds de dood van de vier maanden oudere Amerikaan James McCoubrey op 5 juli 2013 tot aan zijn eigen dood, slechts 18 dagen later, werd hem de titel van de oudste (geverifieerde) levende man toegekend.
Ikarashi was 23 dagen eerder, op 12 juni 2013, al de titel van oudste man van Japan toebedeeld als opvolger van toenmalig oudste mens Jiroemon Kimura. Hij was officieel samen met de Italiaan Arturo Licata een van de laatste twee nog levende mannen uit het jaar 1902.
Echter, op 25 juli 2013 werd het leeftijdsdossier van Salustiano Sanchez gevalideerd. Sanchez werd nog geboren in 1901 en is dus ouder dan Ikarashi, die daarmee in feite nooit de oudste man ter wereld is geweest. Meer nog, zelfs McCoubrey was jonger dan Sanchez.